# Al-Rashid-Hotel
Das Hotel Al-Rashid (arabisch فندق الرشيد, DMG Funduq ar-Rašīd) ist ein 18-stöckiges Hotel in Bagdad im Irak, das hauptsächlich von Journalisten und Mitarbeitern der Medien genutzt wird. Es ist nach Hārūn ar-Raschīd benannt.

## Geschichte
Während des Golfkrieges 1991 berichtete hier Peter Arnett von den Kriegshandlungen. Das machte sowohl ihn wie auch das Hotel weltbekannt. Nach dem Golfkrieg 1991 bis zur Irak-Invasion 2003 wurde das Gebäude von westlichen Geschäftsleuten und Diplomaten und der ausländischen Presse genutzt.
Nach der Invasion wurde das Hotel in eine Basis für die Koalitionstruppen und die US-Armee umfunktioniert. Am 26. Oktober 2003 wurden zehn 68-mm- und 85-mm-„Katjuscha“-Raketen auf das Hotel abgefeuert, die den Oberstleutnant Charles H. Buehring töteten und 17 weitere verwundeten. Der stellvertretende US-Verteidigungsminister Paul Wolfowitz befand sich ebenfalls im Hotel, blieb aber unverletzt.
Ein Mosaik, das den ehemaligen US-Präsidenten George H. W. Bush senior mit einem Ausdruck des Erstaunens auf seinem Gesicht zeigt, wurde nach dem Ersten Golfkrieg 1991 auf dem Boden der Hotellobby angebracht. Absicht dahinter war, dass Besucher über das Gesicht laufen mussten, um ins Hotel zu gelangen (was eine ernsthafte Beleidigung in der arabischen Kultur ist). Das Mosaik wurde nach der Invasion von US-Truppen zerstört und mit Saddam Husseins Konterfei ersetzt.
Vor der Irak-Invasion im Jahr 2003 beherbergte das Hotel ein Einkaufszentrum und ein Internetcafé.

## Bilder

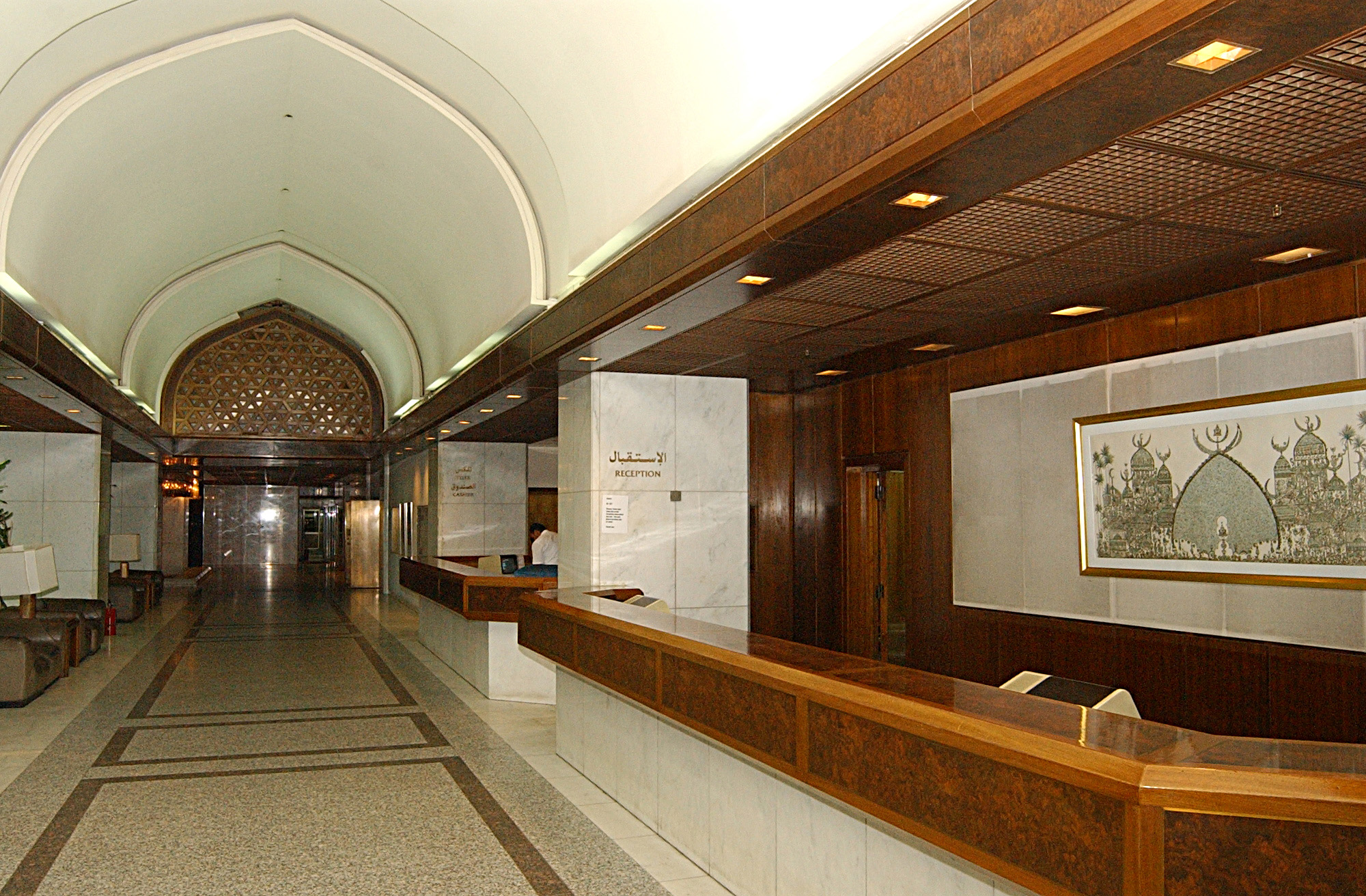
Der Eingangsbereich
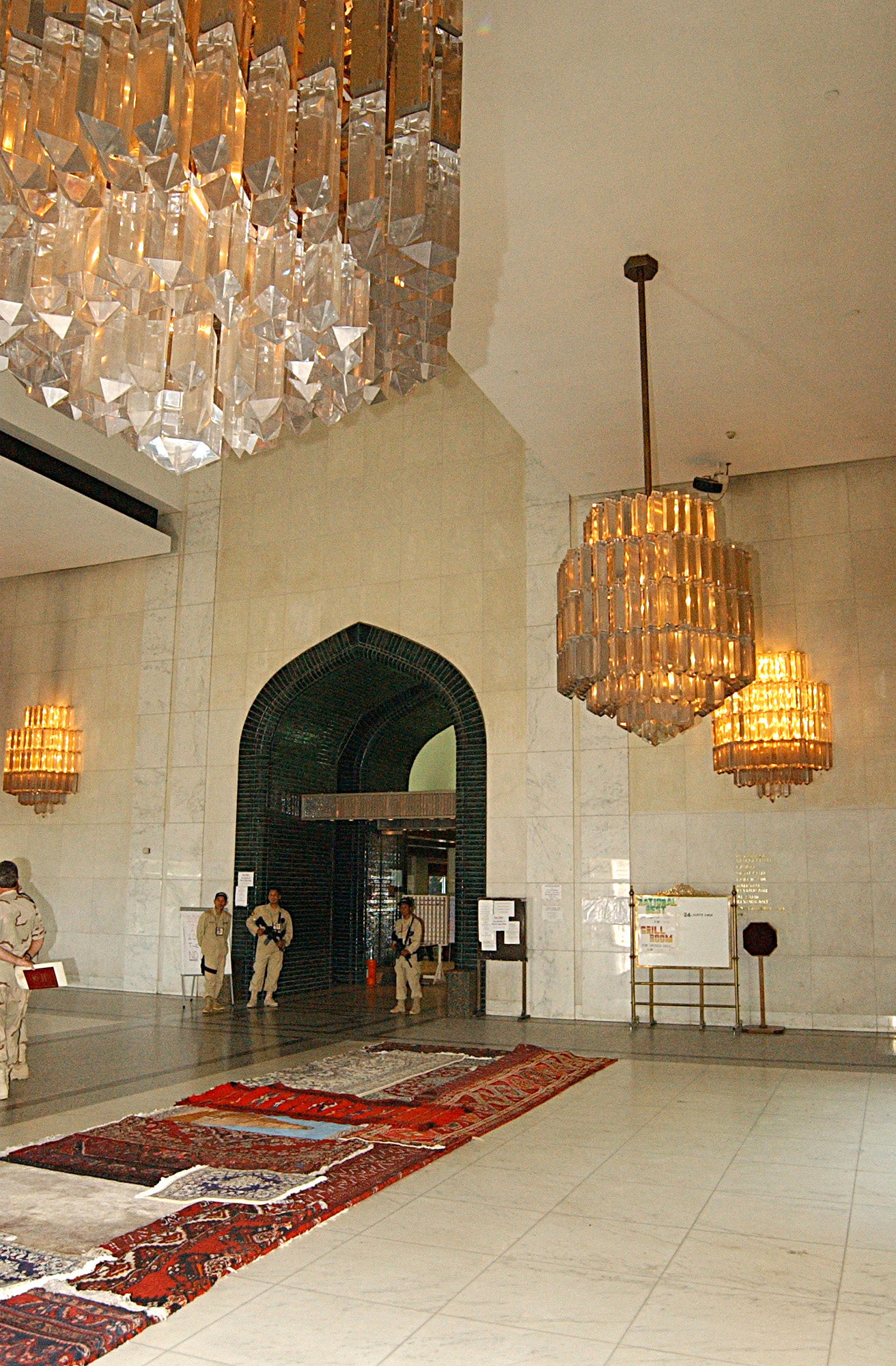
Eingangsbereich